# Associazione Calcio Carpi 1922-1923
Questa pagina raccoglie le informazioni riguardanti l'Associazione Calcio Carpi nelle competizioni ufficiali della stagione 1922-1923.

## Stagione
Nella stagione 1922-1923 il Carpi ha disputato il girone D del campionato di Seconda Divisione Nord. Vinto il girone con 25 punti e otto di vantaggio sulla seconda, è ammesso al girone di semifinale della Lega Nord per la promozione in Prima Divisione.
Vince il girone di semifinale B, ma perde la doppia finale contro la Biellese. Non è promossa in Prima Divisione 1922-1923 a causa del blocco delle promozioni alla serie maggiore.

## Rosa
| N. |                   | Ruolo | Calciatore          |
| -- | ----------------- | ----- | ------------------- |
|    | Italia (bandiera) | P     | Castone Setti       |
|    | Italia (bandiera) | D     | Alberto Benassi     |
|    | Italia (bandiera) | D     | Angiolino Camurri   |
|    | Italia (bandiera) | D     | Alfredo Scacchetti  |
|    | Italia (bandiera) | C     | Leonio Tirelli      |
|    | Italia (bandiera) | C     | Giannetto Bezzecchi |
|    | Italia (bandiera) | C     | Daniele Giovanardi  |

| N. |                   | Ruolo | Calciatore                |
| -- | ----------------- | ----- | ------------------------- |
|    | Italia (bandiera) | C     | Sergio Micheli            |
|    | Italia (bandiera) | C     | Almo Morselli             |
|    | Italia (bandiera) | C     | Tassi                     |
|    | Italia (bandiera) | A     | Giovan Battista Focherini |
|    | Italia (bandiera) | A     | Augusto Maselli           |
|    | Italia (bandiera) | A     | Antonio Moretti           |
|    | Italia (bandiera) | A     | Zurga Tirelli             |